# Обласні автомобільні шляхи Миколаївської області
Обласні автомобільні дороги Миколаївської області — автомобільні шляхи обласного значення, що проходять територією Миколаївської області України. Список включає всі дороги місцевого значення області, головним критерієм для визначення порядку слідування елементів є номер дороги у переліку.

## Перелік обласних автомобільних доріг у Миколаївській області

### Арбузинський район
| Індекс та номер дороги | Найменування автомобільної дороги                      | Протяжність, км | Опис | OpenStreetMap |
| ---------------------- | ------------------------------------------------------ | --------------- | --- | ------------- |
| О150101                | Арбузинка — залізн. ст. Трикратне км 0+000 — км 18+106 | 18,1            | Автошля́х О150101 — автомобільний шлях довжиною 18,1 км, обласна дорога місцевого значення в Миколаївській області. Пролягає по Арбузинському (14,1 км) та Вознесенському (17,9 км) районах від селища Арбузинка до села Трикратне. Починається в селищі Арбузинка на перетині з Т 1510 (вулиця Шевченка і Торговий провулок), проходить через села Мар'янівка, Новоселівка, Агрономія, Веселий Роздол. Закінчується в селі Трикратне. За Веселим Роздолом перетинає річку Гарбузинка. | r8836940      |

### Новоодеський район
| Індекс та номер дороги | Найменування автомобільної дороги | Протяжність, км | Опис | OpenStreetMap |
| ---------------------- | --------------------------------- | --------------- | --- | ------------- |
| О151618                | М14 • Н24 — Матвіївка             | 5,1             | Автошля́х О151618 — автомобільний шлях довжиною 5,1 км, обласна дорога місцевого значення в Миколаївській області. Пролягає по території, підпорядкованій Миколаївській міській раді від автошляху Н24 до мікрорайону Матвіївка. Починається на перетині з автошляхом Н24 (Київське шосе). У мікрорайоні Матвіївка проходить Силікатною вулицею, перетинаючи місток через Кугаєву балку та закінчуючись на перетині з вулицею Верхньою (ґрунтівка на Баловне). | r6581787      |